# Konståret 1920

## Händelser
- 6 mars – Konstnärsförbundet läggs ner.[1]

### Okänt datum
- Edward Berggren och Gottfrid Larsson grundade Edward Berggrens och Gottfrid Larssons Konstskola i Stockholm.

## Verk

### Målningar
- Cecilia Beaux – Porträtt av Georges Clemenceau
- Thomas Hart Benton – Människor i Chilmark
- Pierre Bonnard – Landskap i Normandie

## Födda
- 1 januari – Osvaldo Cavandoli (död 2007), italiensk tecknare.
- 9 januari – Reinhold Ljunggren (död 2006), svensk målare och grafiker.
- 16 januari – Lennart Källström (död 2007), svensk skulptör.
- 20 januari – Bertram Schmiterlöw (död 2007), svensk målare, grafiker och tecknare.
- 29 januari – Peter Celsing (död 1974), svensk arkitekt.
- 2 februari – Thea Ekström (död 1988), svensk konstnär.
- 18 februari – Lis Husberg (död 2022), svensk tecknare och keramiker.
- 20 februari – Enrico Accatino (död 2007), italiensk konstnär och skulptör.
- 16 mars – Jørgen Nash (död 2004), dansk målare och poet.
- 19 mars – Kjell Aukrust (död 2002), norsk tecknare, illustratör och författare.
- 28 mars – Arnold Haukeland (död 1983), norsk bildhuggare.
- 1 april – Randi Fisher (död 1997), svensk konstnär.
- 20 april – Ingrid Wederbrand (död 1988), svensk konstnär.
- 23 april – Cai Poulsen (död 1997), nordisk konstnär och grafiker.
- 24 april – Jørgen Clevin (död 1993), dansk illustratör, barnboksförfattare och barnprogramledare.
- 5 maj – John Wierth (död 2003), svensk konstnär.
- 8 maj
  - Saul Bass (död 1996), amerikansk grafisk designer.
  - Tom of Finland (Touko Laaksonen) (död 1991), finsk konstnär.
- 12 maj – Lage Lindell (död 1980), svensk konstnär (målare och tecknare).
- 4 juni – Rune Monö (död 2007), svensk industridesigner, formgivare, konstnär och författare.
- 24 juni – John Coplans (död 2003), brittisk konstnär verksam i New York.
- 3 juli – Ann-Mari Larsén (död 2015), svensk konstnär.
- 23 juli
  - Leif Nielsen (död 2000), dansk gallerist, konstnär och restaurangman.
  - Yngve Svalander (död 1989), svensk konstnär och tecknare.
- 7 augusti – Per Mats Nilsson (död 2006), svensk tecknare, målare och grafiker.
- 8 augusti – Palle Nielsen (död 2000), dansk tecknare och grafiker.
- 3 september – Fridtjof Joensen (död 1988), färöisk bildhuggare och skulptör.
- 30 september – Arne Gadd (död 2003), svensk målare, tecknare, grafiker och författare.
- 14 oktober – Åke Arenhill (död 2018), svensk konstnär, kåsör och textförfattare.
- 6 november – Göran Folcker (död 2000), svensk konstnär.
- 15 november – Wayne Thiebaud (död 2021), amerikansk konstnär.
- 28 november – Hjördis Oldfors (död 2014), svensk keramiker.

## Avlidna
- 24 januari – Amedeo Modigliani (född 1884), italiensk målare, skulptör och tecknare.
- 25 januari – Jeanne Hébuterne (född 1898), fransk konstnär.
- 2 april – Wilhelm von Gegerfelt (född 1844), svensk konstnär.
- 22 augusti – Anders Zorn (född 1860), svensk konstnär.
- 24 december – Ida Nilsson (född 1840), svensk skulptör.